# Daisy Ducati
Daisy Ducati (San Francisco, California; 8 de diciembre de 1989) es una actriz pornográfica estadounidense, de ascendencia afroestadounidense. Debutó en la industria pornográfica en 2013, con tan sólo 24 años de edad.

## Premios y nominaciones
| Año  | Premio            | Resultado | Categoría                      |
| ---- | ----------------- | --------- | ------------------------------ |
| 2014 | The Fannys        | Nominada  | Kink Performer of the Year     |
| 2016 | Spank Bank Awards | Nominada  | Fetish Virtuoso of the Year    |
| 2016 | Spank Bank Awards | Nominada  | Spanking Slut of the Year      |
| 2016 | Spank Bank Awards | Nominada  | Tortured Fuck Doll of the Year |
| 2022 | Premios AVN       | Ganadora  | Niche Performer of the Year    |

## Filmografía
| Año  | Película                                                         | Estudio                  |
| ---- | ---------------------------------------------------------------- | ------------------------ |
| 2013 | Public Disgrace 33905                                            | publicdisgrace.com       |
| 2013 | Sadistic Rope 32686                                              | sadisticrope.com         |
| 2013 | The Upper Floor 33972                                            | theupperfloor.com        |
| 2014 | Fucking Mystic                                                   | Trouble Films            |
| 2014 | Knock You Down a Peg                                             | Aiden Starr Corp.        |
| 2014 | Lesbian Cooking Show 2                                           | Girl Co                  |
| 2014 | Lesbian Strap-On Fantasies: Roommates with Benefits              | Filly Films              |
| 2014 | Mean Bitches: Perverted Facesitting                              | Kick Ass Pictures        |
| 2014 | Nylons 14                                                        | 3rd Degree               |
| 2014 | Public Disgrace 36061                                            | publicdisgrace.com       |
| 2014 | San Francisco Lesbians                                           | Pink Velvet              |
| 2014 | San Francisco Lesbians 1: SCISSR SexAPP                          | Pink Velvet              |
| 2014 | The Upper Floor 34817                                            | theupperfloor.com        |
| 2014 | Ultimate Surrender 7                                             | Kink.com                 |
| 2015 | Anal Perverts 3                                                  | Mike Adriano Media       |
| 2015 | Angelic Black Asses 3                                            | Devil's Film             |
| 2015 | Bachelor Party Orgy                                              | Zero Tolerance           |
| 2015 | Belladonna: Fetish Fanatic 16                                    | Aiden Riley              |
| 2015 | Big Black Wet Asses 14                                           | Elegant Angel            |
| 2015 | Bisexual Pick Ups                                                | Aiden Starr Corp.        |
| 2015 | Bitch Better Lick My Honey, Pt 2 Lesbian Strap-On DP             | Kink.com                 |
| 2015 | Black Babysitters 1                                              | Diabolic Digital         |
| 2015 | Black Cheerleader Gang Bang 25                                   | White Ghetto             |
| 2015 | Black Teenage Cheerleader Gangbangs                              | Ultima Entertainment     |
| 2015 | Crash Pad Series 186: Daisy and Ella                             | Pink&White Productions   |
| 2015 | Gauntlet Girl 1                                                  | Diabolic Video           |
| 2015 | Gnardians of the Galaxy 1                                        | woodrocket.com           |
| 2015 | Gnardians Of The Galaxy And Other Porn Parodies                  | woodrocket.com           |
| 2015 | I Love Shoving Cocks Deep In My Throat                           | throated.com             |
| 2015 | Lesbian Beauties 14: Interracial                                 | Sweetheart Video         |
| 2015 | Lesbian Beauties 15: All Black Beauties                          | Sweetheart Video         |
| 2015 | Liquid Lesbians                                                  | Jonni Darkko Productions |
| 2015 | Marriage 2.0                                                     | LionReach Productions    |
| 2015 | Mean Bitches POV 10                                              | MeanBitch Productions    |
| 2015 | My Best Friend's Perfect Pussy                                   | Trouble Films            |
| 2015 | Nikki Darling Shocked and Anally Strap-on Fucked by Daisy Ducati | electrosluts.com         |
| 2015 | Nina Hartley's Guide To Exploring Open Relationships             | Adam & Eve               |
| 2015 | She's in Control                                                 | Addicted 2 Girls         |
| 2015 | Supernatural                                                     | Aiden Starr Corp.        |
| 2015 | The Upper Floor 37593                                            | theupperfloor.com        |
| 2015 | Ultimate Surrender 13                                            | Kink.com                 |
| 2016 | Lesbian Anal Sex Slaves 2                                        | Aiden Starr Corp.        |
| 2017 | Dyke Bar                                                         | Kink.com                 |
| 2018 | Mean Dungeon 11                                                  | Kick Ass Pictures        |
| 2021 | Kick Ass Chicks 110: Daisy Ducati                                | Kick Ass Pictures        |